# Mallinella septemmaculata
Mallinella septemmaculata is een spinnensoort in de taxonomische indeling van de mierenjagers (Zodariidae).
Het dier behoort tot het geslacht Mallinella. De wetenschappelijke naam van de soort werd voor het eerst geldig gepubliceerd in 2004 door Hirotsugu Ono.